# Ne (kana)
En l'escriptura japonesa, els caràcters ね, en hiragana, o ネ en katakana, són dues mores que es translliteren com a «ne».

## Ús
ね es fa servir per a formar paraules, o com a sufix per indicar que es vol confirmar el contingut de la frase de la mateixa manera que s'utilitza «oi?» en català. També és emprat com a argot pels japonesos per cridar l'atenció com en català "eh", "ep"...

## Escriptura
|  | ねS'escriu amb dos traços: 1. Primer traç vertical descendent 2. Segon traç, horitzontal en principi, creua lleugerament al primer a uns 3/4 de la seva alçada, després baixa i torna a pujar dibuixant una Z inclinada, per baixar de nou. Acaba amb un llaç cap endins, de manera similar a ぬ. De no ser pel llaç final, el símbol és igual a れ, i molt semblant a わ.                                                                            |
|  | ネS'escriu amb quatre traços: 1. Un petit traç vertical descendent, una mica ladejat cap a l'esquerra. 2. Sota l'anterior, i gairebé tocant la punta, un traç horitzontal cap a la dreta, que després es torna a l'esquerra per baix, per dibuixar un > inclinat. 3. Un traç vertical, tocant a l'anterior, per avall, al seu centre. 4. L'últim traç és un curt oblic descendent cap a la dreta. Neix gairebé on es toquen els dos traços anteriors. |

| Form                    | Rōmaji | Hiragana | Katakana |
| ----------------------- | ------ | -------- | -------- |
| Normal w- (な行 na-gyō) | ne     | ね       | ネ       |